# مقصدهای پروازی ترکیش ایرلاینز

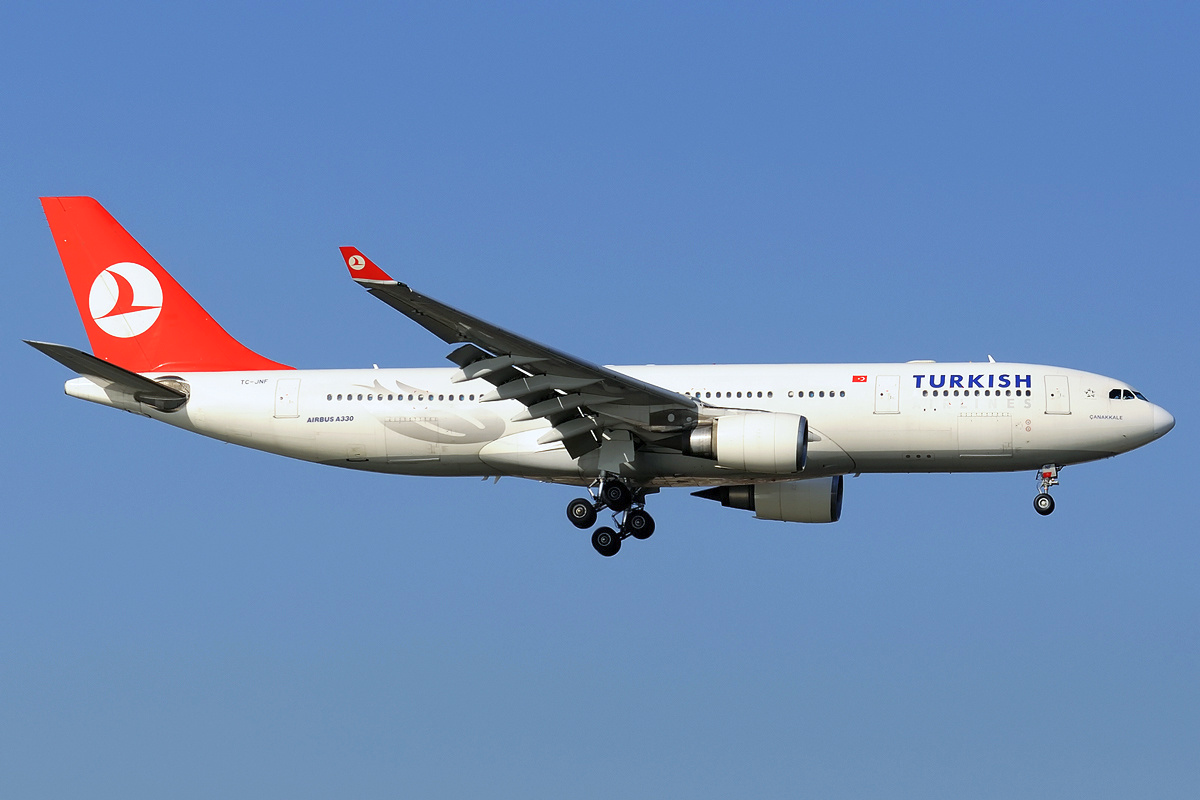
یک فروند ایرباس ای۳۳۰ ترکیش ایرلاینز در حال فرود در فرودگاه بین‌المللی آتاترک در سال ۲۰۱۳ میلادی.

نقشهٔ مقصدهای پروازی ترکیش ایرلاینز

ترکیش ایرلاینز به ۴۷ مقصد داخلی و ۲۳۴ مقصد بین‌المللی در ۱۱۵ کشور جهان پرواز انجام می‌دهد.

## مقصدهای پروازی
| †   | قطب                                         |
| ‡   | شهر کانونی                                  |
| [C] | فقط ترکیش ایرلاینز کارگو                    |
| #   | هم ترکیش ایرلاینز و هم ترکیش ایرلاینز کارگو |
| ^   | مسیرهای آتی                                 |
| [T] | مقصدهای متوقف‌شده                            |